# Attila Záhonyi
Attila Záhonyi (n. 1959, Budapesta, Republica Populară Ungară) este un trăgător de tir ce a reprezentat Ungaria, medaliat olimpic. A participat la 2 ediții ale Jocurilor Olimpice (1988, 1992) în care a câștigat o medalie de bronz.